# Anthony Boric
Pour l’article homonyme, voir Boric.
Pas d'image ? Cliquez ici

a Compétitions nationales et continentales officielles uniquement.

b Matchs officiels uniquement.
Dernière mise à jour le 28 juin 2018.
Anthony Boric, né le 27 décembre 1983 à Auckland (Nouvelle-Zélande), est un joueur de rugby à XV néo-zélandais qui évolue au poste de deuxième ligne (2,01 m pour 110 kg). Il joue dans le Super 14 avec la franchise des Blues et en équipe nationale avec les All Blacks.
Ce seconde ligne international néo-zélandais d'origine croate a fait partie de l'équipe de Nouvelle-Zélande de rugby à XV qui a remporté la Coupe du monde de rugby 2011.

## Biographie
Anthony Boric est issu d'une famille d'émigrants croates. À la fin de la Première Guerre mondiale, son arrière grand-père, Barisa Boric et sa famille quitte la Dalmatie en Croatie pour émigrer en Nouvelle-Zélande. Son fils, Frane Boric, grand-père d'Anthony Boric, était professionnel de lutte en lourds-léger ce qui lui permit d'acheter des terres et de faire pousser un verger à Kumeu  à 25 km au nord-ouest d'Auckland. C'est là que grandira Anthony Boric avec ses parents Milenko (1,94m) et Sonja (1,78m). En 1998, il va pour la première fois en Croatie pendant que se joue en France la coupe du monde de football où les Croates atteignent la demi-finale (la Nouvelle-Zélande n'était pas qualifiée). Enfant son modèle était le joueur Croate de tennis Goran Ivanišević, jusqu'à sa découverte du rugby.
Issu du Rosmini College, Boric joue au rugby et obtient dans le même temps, un diplôme d'ingénieur. En 2005, il fait ses débuts dans le NPC avec la province de North Harbour et est sélectionné par les Blues pour participer au Super 12 en 2006. Boric est considéré à l'époque comme l'un des joueurs les prometteurs de Nouvelle-Zélande.
Le 13 juin 2008, il fait ses débuts internationaux avec la Nouvelle-Zélande contre l'Angleterre. Il est retenu par la suite pour disputer le Tri nations 2008 puis celui de 2010, tous deux remportés par la Nouvelle-Zélande. En 2011, il est retenu pour disputer la Coupe du monde de rugby. Considéré comme un remplaçant depuis le début de sa carrière internationale, Boric participe à quatre matchs de la compétition finalement remportée par la Nouvelle-Zélande.
En 2013, il rejoint le club japonais des Mitsubishi Sagamihara Dynaboars qui évolue en seconde division. Il ne joue qu'une seule saison avant d'être forcé d'arrêter sa carrière après une blessure aux cervicales.

## Carrière

### En province et franchise
- Province : North Harbour
- Franchise : Blues

Boric a fait ses débuts avec la province de North Harbour en 2005. Il a remporté le Ranfurly Shield (champion de NPC) en 2006. Avec les Blues, il a débuté dans le Super 14 en 2006 et a disputé 10 matchs lors de la saison 2008.

### En équipe nationale
Il a eu sa première sélection avec les All Blacks le 14 juin 2008 et dispute le Tri-nations 2008. Avec les Kiwis, il dispute une Coupe du monde en 2011. Il participe à deux éditions du Tri-nations en 2008 et 2010.

## Palmarès

### Franchise et club
- 73 matchs de Super Rugby avec les Blues
- 15 points (3 essais) en Super Rugby avec les Blues
- 49 matchs de NPC avec North Harbour
- 15 points (3 essais) en NPC avec North Harbour

### Équipe nationale
- Vainqueur de la Coupe du monde de rugby à XV 2011
- Vainqueur du Tri-nations en 2008 et 2010 avec la Nouvelle-Zélande.
- 24 sélections avec les All Blacks
- 10 points (2 essais) avec les All Blacks

## Statistiques

### En équipe nationale
De 2008 à 2011, Anthony Boric compte 24 sélections avec les All-Blacks, inscrivant 10 points, soit 2 essais. Avec les Kiwis, il dispute une Coupe du monde en 2011. Il participe à deux éditions du Tri-nations en 2008 et 2010.